# タキン党
タキン党（タキンとう）は、1930年に結成されたビルマ民族主義者の政治結社「われらビルマ人連盟」（ドバマ・アシアヨン、ビルマ語: တို့ဗမာအစည်းအရုံး、Dóbăma Ăsì-Ăyòun、DAA）の別称。

## 解説
植民地支配しているイギリス人に強制されていたご主人様（タキン）という呼び方に対し、ビルマ人こそが国の真の主人（タキン）であるとしてメンバーがお互いの名前の前にタキンとつけて呼び合ったために、タキン党（ビルマ語: သခင် sa.hkang、 IPA: [θəkʰɪ̀ɰ̃]lit. Lords）とよばれた。
1930年5月にラングーン大学助手のバ・タウンが中心になって設立された。思想的には伝統的な仏教民族主義的要素と新しい政治的理想を結合したものであった。この組織は、ビルマにおける政治意識の高揚に大きく寄与し、その支持基盤は多くを学生に置いていた。
当初はバ・タウン、テイン・マウンら数人の青年による小結社であったが、ソー、タン・トゥンなどの共産主義者やアウンサン、ウー・ヌなどラングーン大学の学生運動の指導者の参加を得て体質を強化，反英独立を旗印に掲げる民族主義団体に成長し、独立運動の母体となった。
党の歌である「ミャンマー・ガバ・マ・チェ」（「世界の果てまでビルマ」）は、ビルマ初の民族の歌となり、ひいては国歌となった。サヤ・ティン（後のタキン・ティン）が作曲したこの曲は、日本占領時期のビルマの象徴であり、1948年の独立を機に国歌となった。

## 歴史

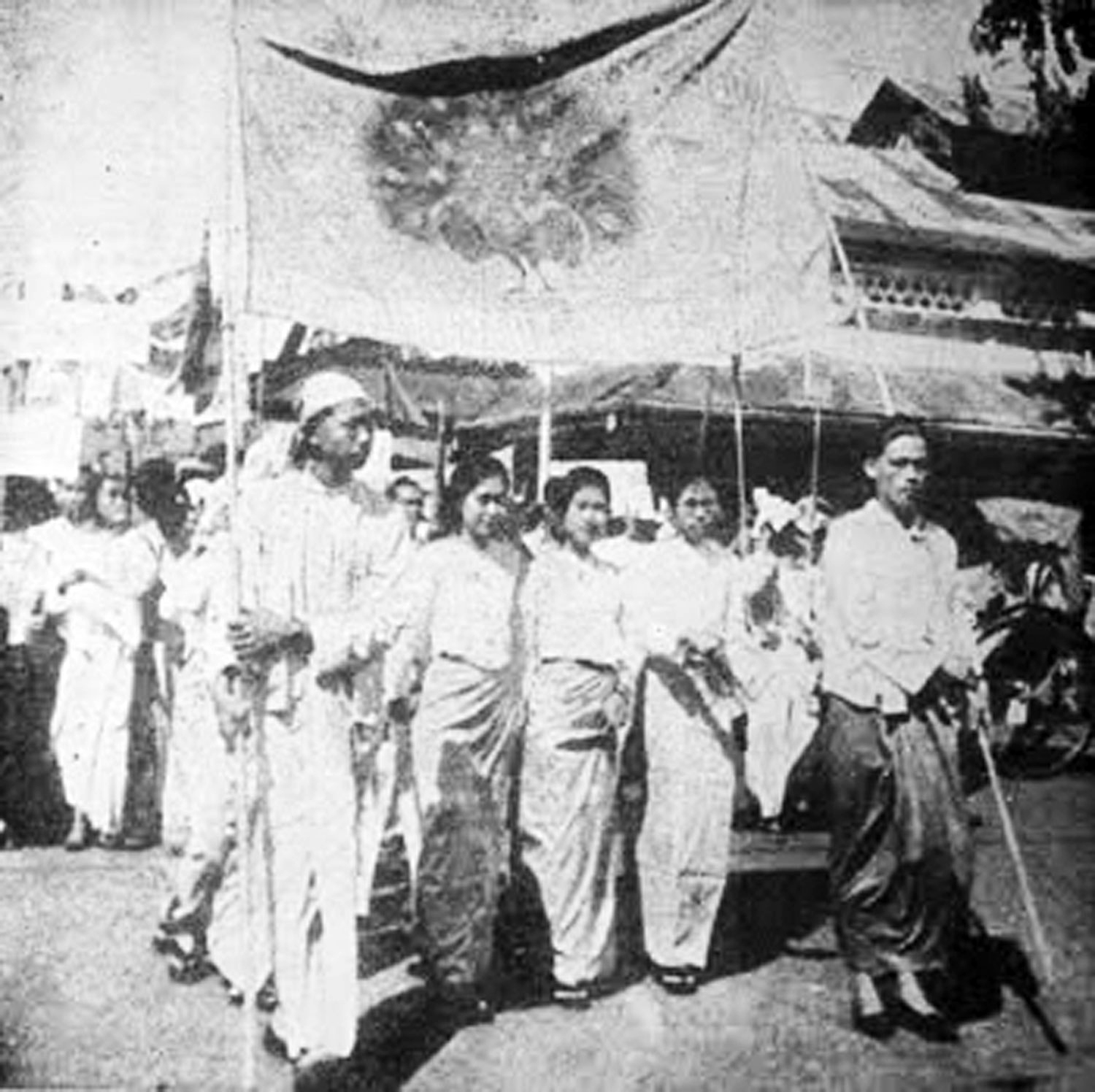
タキン党の抗議行動

1930年5月26日に、インド人がビルマ人の仕事を奪ったとしてビルマ人によって殺害されたことがきっかけとなった港湾労働者同士の衝突事件がきっかけとなって、ラングーンで結成された。
組織のスローガンは「ビルマは我々の国、ビルマ文学は我々の文学、ビルマ語は我々の言語」であった。ドバマ・アシアヨンは少数民族をビルマ文化に同化させることに熱心で、その活動のほとんどはラングーン大学から始まった。ビルマの既存の政党とは異なり、ドバマ・アシアヨンは外資や仏教僧からの支援に依存しておらず、その設立はビルマ政治史に大きな変化をもたらした。創設者は英国当局との妥協を拒み、独自の準軍事組織「レティオンタット」を結成した。
1935年、密接な関係にあった全ビルマ青年同盟がドバマ・アシアヨンに統合され、その最初の会議がシュウェボで開催された。1936年にミンジャンで開かれた第2回会議の後、タキン党はKomin Kochin Aphwe（自分の王、自分の親切な党）という名前で1936年の選挙に臨むことを決定した。28人の候補者を擁立し、そのうち3人が当選した。タラワディ南のタキン・ミヤ、ヘンザダ東のタキン・フラ・ティン、パコック南のタキン・アント・ギの3人である。
3議席を獲得したものの、タキン党は一時的に活動を停止し、1936年の学生ストライキの参加者であるアウンサン、やウー・ヌの指導のもと1937年に復活した。このため、古い指導者が新しい指導者の左翼的傾向に反対し分裂した。
1930年代後半になると、タキン党は有力な民族主義グループとして台頭してきた。その目的を達成するために、ストライキや武力などの暴力的な手段を用いることにも関与した。1937年、アウンサンという若い弁護士がタキン党のリーダーとして登場した。1939年、タキンはドバマ・アシアヨンを乗っ取り、当時首相であったバー・モウの政権を崩壊させた。1940年、タキンとバー・モウの貧民党は合併して自由ブロックとなったが、DAAは秘密裏に人民革命党を設立した。
1946年、創設メンバーのバ・セインとトゥン・オクによって、新しいDAAが設立された。広範な支持を得ることはできなかったが、バ・セインとトゥン・オクはともに1946年のレジナルド・ドーマン・スミス知事の執行委員会に含まれた。党は1950年代まで存続したが、選挙で成功することはなかった。

## 歴史における業績
タキン党はビルマ独立軍の結成に貢献したとされる。1940年、日本陸軍の鈴木敬司大佐は、アウンサンやネ・ウィンを含む30人のタキン党メンバーを、日本の南機関麾下で、フォルモサ（台湾）と海南にある軍事学校で訓練した。この30人は「三十人の志士」と呼ばれ、後に約8000人となるビルマ独立軍の創設メンバーであった。1941年末から1942年初めにかけて日本軍がビルマに侵攻したとき、ビルマ独立軍は日本軍とともにイギリス軍を追い出すために進軍した。1943年8月1日、日本軍はビルマに名目的な独立を認めた。ビルマ独立軍はビルマ国民軍と改名された。1945年3月、ビルマ国民軍は、日本軍が英国に取って代わっただけで、ビルマ人が求める独立を実現したわけではないことを認識し、英国第14軍がラングーンに進攻してくる中、日本軍に対して蜂起した。

## よく知られた党員
- アウンサン
- チョウ・ゾウ
- ネ・ウィン
- タキン・コドー・フマイン
- タキン・ソー
- タキン・タントゥン
- ウー・ヌ
- テインペーミン